# يوهيي أونو
يوهيي أونو (باليابانية: 大野 耀平) (6 ديسمبر 1994 في طوكيو في اليابان – )؛ هو لاعب كرة قدم سابق كان يلعب كمهاجم.

## وصلات خارجية
- يوهيي أونو على موقع رابطة كرة القدم اليابانية للمحترفين (اليابانية)
- يوهيي أونو على موقع قاعدة بيانات كرة القدم.إي يو (الإنجليزية)
- يوهيي أونو على موقع Soccerway.com (الإنجليزية)
- يوهيي أونو على موقع عالم كرة القدم.نت (الإنجليزية)